# Rosenberg Glacier
Rosenberg Glacier är en glaciär i Antarktis. Den ligger i Västantarktis. Inget land gör anspråk på området. Rosenberg Glacier ligger 1 727 meter över havet.
Terrängen runt Rosenberg Glacier är varierad. Trakten är obefolkad. Det finns inga samhällen i närheten.